# Best Artist
《日本電視台音樂祭 Best Artist》是日本電視台於2001年開始每年在11月下旬採現場直播的大型音樂活動。

## 播出資訊
| 日期           | 時間（UTC+9）               | 會場                               |
| -------------- | --------------------------- | ---------------------------------- |
| 2001年12月19日 | 19:00 - 21:24 （約144分鐘） | 東京 Bay NK Hall                   |
| 2002年12月18日 | 19:00 - 21:24 （約144分鐘） | 東京 Bay NK Hall                   |
| 2003年12月17日 | 19:00 - 21:24 （約114分鐘） | 東京 Bay NK Hall                   |
| 2004年12月15日 | 19:00 - 20:54 （約144分鐘） | 東京 Bay NK Hall                   |
| 2005年11月30日 | 19:00 - 21:24 （約114分鐘） | 橫濱體育館                         |
| 2006年11月29日 | 19:00 - 21:54 （約144分鐘） | 橫濱體育館                         |
| 2007年12月11日 | 19:00 - 21:48 （約138分鐘） | 橫濱體育館                         |
| 2008年12月16日 | 19:00 - 21:48 （約138分鐘） | 幕張展覽館                         |
| 2009年12月15日 | 19:00 - 21:48 （約138分鐘） | 東京國際展示場／日本電視台麴町分室 |
| 2010年12月15日 | 19:00 - 21:54 （約144分鐘） | 幕張展覽館                         |
| 2011年11月30日 | 19:00 - 21:54 （約144分鐘） | 幕張展覽館                         |
| 2012年11月28日 | 19:00 - 22:24 （約174分鐘） | 幕張展覽館                         |
| 2013年11月27日 | 19:00 - 22:24 （約174分鐘） | 幕張展覽館                         |
| 2014年11月26日 | 19:00 - 21:54 （約144分鐘） | 幕張展覽館                         |
| 2015年11月24日 | 19:00 - 22:54 （約204分鐘） | 幕張展覽館                         |
| 2016年11月29日 | 19:00 - 22:54 （約204分鐘） | 幕張展覽館                         |
| 2017年11月28日 | 19:00 - 22:54 （約204分鐘） | 幕張展覽館                         |
| 2018年11月28日 | 19:00 - 21:54 （約144分鐘） | 幕張展覽館                         |
| 2019年11月27日 | 19:00 - 22:54 （約204分鐘） | 日本電視台麴町分室                 |
| 2020年11月25日 | 19:00 - 22:54 （約204分鐘） | 日本電視台麴町分室                 |
| 2021年11月17日 | 19:00 - 22:54 （約204分鐘） | 幕張展覽館                         |
| 2022年12月03日 | 19:00 - 22:54 （約204分鐘） | 日本電視台麴町分室                 |
| 2023年12月02日 | 19:00 - 22:54 （約204分鐘） | 日本電視台麴町分室                 |
| 2024年11月30日 | 19:00 - 22:54 （約204分鐘） | 日本電視台麴町分室                 |

## 出演人員

### 主持、流程
| 日期           | 總主持   | 主持、流程 | 主持、流程 |
| -------------- | -------- | ---------- | ---------- |
| 2001年12月19日 | 徳光和夫 | 今田耕司   | 飯島直子   |
| 2002年12月18日 | 徳光和夫 | 今田耕司   | 飯島直子   |
| 2003年12月17日 | 徳光和夫 | 今田耕司   | 飯島直子   |
| 2004年12月15日 | 徳光和夫 | 今田耕司   | 飯島直子   |
| 2005年11月30日 | 徳光和夫 | 今田耕司   | 飯島直子   |
| 2006年11月29日 | 徳光和夫 | 今田耕司   | 知花くらら |
| 2007年12月11日 | 徳光和夫 | 今田耕司   | 飯島直子   |
| 2008年12月16日 | 徳光和夫 | 今田耕司   | 飯島直子   |
| 2009年12月15日 | 櫻井翔   | 羽鳥慎一   | 西尾由佳理 |
| 2010年12月15日 | 櫻井翔   | 羽鳥慎一   | 西尾由佳理 |
| 2011年11月30日 | 櫻井翔   | 羽鳥慎一   | 鈴江奈々   |
| 2012年11月28日 | 櫻井翔   | 羽鳥慎一   | 鈴江奈々   |
| 2013年11月27日 | 櫻井翔   | 羽鳥慎一   | 徳島えりか |
| 2014年11月26日 | 櫻井翔   | 羽鳥慎一   | 徳島えりか |
| 2015年11月24日 | 櫻井翔   | 羽鳥慎一   | 岩本乃蒼   |
| 2016年11月29日 | 櫻井翔   | 羽鳥慎一   | 岩本乃蒼   |
| 2017年11月28日 | 櫻井翔   | 羽鳥慎一   | 水卜麻美   |
| 2018年11月28日 | 櫻井翔   | 羽鳥慎一   | 徳島えりか |
| 2019年11月27日 | 櫻井翔   | 羽鳥慎一   | 徳島えりか |
| 2020年11月25日 | 櫻井翔   | 羽鳥慎一   | 滝菜月     |
| 2021年11月17日 | 櫻井翔   | 羽鳥慎一   | 市來玲奈   |
| 2022年12月03日 | 櫻井翔   | 羽鳥慎一   | 市來玲奈   |
| 2023年12月02日 | 櫻井翔   | 羽鳥慎一   | 市來玲奈   |
| 2024年11月30日 | 櫻井翔   | 羽鳥慎一   | 市來玲奈   |

## 關聯項目
- THE MUSIC DAY
- Premium Music

## 外部連結
- ベストアーティスト （页面存档备份，存于）（日語）－官方網站